# 2002年沖縄県知事選挙
2002年沖縄県知事選挙（2002ねんおきなわけんちじせんきょ）は、沖縄県の執行機関である沖縄県知事を選出するため、2002年11月17日に投票が行われた選挙である。

## 概要
知事の任期4年が満了したことに伴って実施された選挙である。なお県知事選挙と同時に沖縄県議会国頭郡区の補欠選挙（1名）も実施された。
選挙は、現職の稲嶺惠一と元副知事の吉元政矩、共産党推薦の新垣繁信による事実上の三つ巴の選挙戦となった。共産党が独自の推薦候補を擁立したことで、1968年の琉球政府主席公選以来続いてきた「革新共闘」が崩れた。在日米軍普天間基地移設の是非や、高い失業率の改善など経済振興策を争点に争われた選挙の結果、現職の稲嶺が再選を果たした。

## 普天間基地移設を巡る主要候補の立場
普天間基地移設問題では、稲嶺が名護市に建設される予定の代替飛行場の米軍使用期限を15年に限定することを主張、対する吉元は米軍岩国飛行場への移設を提案、新垣は無条件返還をそれぞれ主張した。

## 選挙日程及び有権者数
- 告示：2002年10月31日
- 投票日：2002年11月17日
- 投票日当日の有権者数[2]：987,030名

男性：480,798名
女性：506,232名

## 候補者
立候補者は以下の4名である。
| 候補者名 | 年齢 | 所属党派 | 新旧 | 推薦・支持党派                             | 前職                         |
| -------- | ---- | -------- | ---- | ------------------------------------------ | ---------------------------- |
| 新垣繁信 | 60   | 無所属   | 新人 | 推薦：日本共産党                           | 沖縄県医療生活協同組合理事長 |
| 稲嶺惠一 | 69   | 無所属   | 現職 | 推薦：自由民主党・公明党・保守党           | 沖縄県知事                   |
| 吉元政矩 | 65   | 無所属   | 新人 | 推薦：社会民主党・沖縄社会大衆党・自由連合 | 元沖縄県副知事               |
| 又吉光雄 | 58   | 諸派     | 新人 |                                            |                              |

## 選挙結果
現職の稲嶺が、吉元と新垣を大差で下して再選を果たした。投票率は57.22％で過去最低となった。
- 投票率[2]：57.22％（投票者数564,751名）

男性：55.59％（267,292名）
女性：58.76％（297,459名）
| 当落 | 候補者名 | 所属党派 | 新旧 | 得票数  | 得票率 |
| ---- | -------- | -------- | ---- | ------- | ------ |
| 当選 | 稲嶺惠一 | 無所属   | 現職 | 359,604 | 64.38% |
|      | 吉元政矩 | 無所属   | 新人 | 148,401 | 26.57% |
|      | 新垣繁信 | 無所属   | 新人 | 46,230  | 8.38%  |
|      | 又吉光雄 | 諸派     | 新人 | 4,330   | 0.67%  |
| 合計 | 合計     | 合計     | 合計 | 558,565 |        |

稲嶺は現職としての知名度と強み、自民・公明の盤石な選挙協力で選挙戦を終始優位に進め、全県的に支持を結びつけることに成功したことが勝利の要因となった。一方、敗れた吉元と新垣は、出馬が9月と出遅れたことと候補者選定段階における革新系分裂が原因で、大敗した。